# Gymnopilus josserandii
Gymnopilus josserandii är en svampart som tillhör divisionen basidiesvampar, och som beskrevs av Vladimír Antonín. Gymnopilus josserandii ingår i släktet Gymnopilus, och familjen Chromocyphellaceae. Arten har ej påträffats i Sverige.

## Bildgalleri

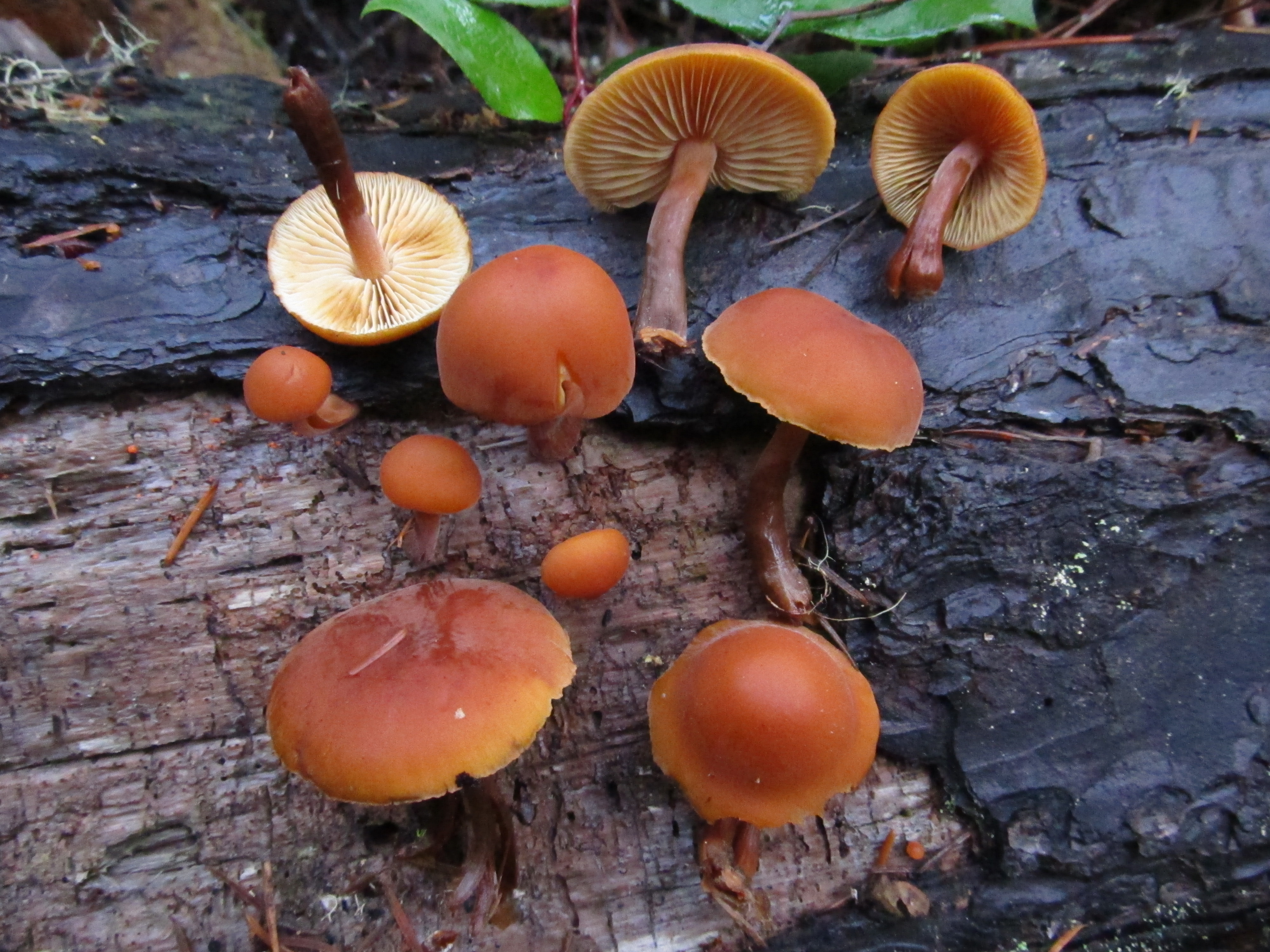